# Splendid Studios
Die Splendid Studios GmbH (bis 2018: Joker Productions) war eine deutsche Filmproduktionsgesellschaft, die mittelbar zum Medienkonzern Splendid Medien gehört hat. Sie bildete im Konzern den Geschäftsbereich Auftragsproduktion, produzierte unter anderem für die Fernsehsender ProSieben, RTL, RTL II, VOX, WDR und ZDF verschiedene TV-Formate. Ferner produzierte sie Werbespots und Imagefilme für Unternehmen.

## Geschichte
Splendid Studios wurde 1996 als Joker Productions GmbH von Patrick Ach mit Sitz in Kiel gegründet. Sie erlangte Erfolge in den 2010er Jahren mit Produktionen wie Die Geissens – Eine schrecklich glamouröse Familie und Die Wollnys – Eine schrecklich große Familie.
Die Joker Productions GmbH wurde im Januar 2016 mehrheitlich (60 %) mittelbar von der Splendid Medien AG erworben; Patrick Ach blieb geschäftsführender Gesellschafter. Seither wird die Gesellschaft in den Konzernabschluss der Splendid Medien AG einbezogen. Mit Wirkung vom 1. März 2016 wurde ein Gewinnabführungsvertrag mit der Splendid Entertainment GmbH als herrschende Gesellschaft geschlossen. Im April 2018 erwarb Splendid Entertainment weitere 25 % der Geschäftsanteile und erhöhte den Anteil somit auf 85 %. Nachfolgend wurde die Geschäftsführung neu besetzt, der Unternehmensgründer Patrick Ach schied als Geschäftsführer aus. Im Mai 2018 erfolgte die Verlegung des Unternehmenssitzes nach Köln. Im Oktober 2018 firmierte Joker Productions in Splendid Studios GmbH um.
Im Januar 2022 erwarb die Splendid Entertainment GmbH die restlichen 10 % der Geschäftsanteile an der Splendid Studios GmbH, wodurch ihr 100 % von Splendid Studios gehörte. Im Jahr 2022 wurde der Geschäftsbetrieb Auftragsproduktion der Splendid Studios GmbH im Wege eines Asset Deals (im Wesentlichen Rechte und Lizenzen an der TV-Produktion Die Wollnys sowie materielle Vermögenswerte wie Technik und IT-Equipment) veräußert. Rückwirkend zum 1. Januar 2023 wurde die Splendid Studios GmbH im August 2023 auf die Splendid Entertainment GmbH als Konzerngesellschaft der Splendid Medien AG verschmolzen.

## Filmografie
Eine Auswahl der Produktionen:
Fernsehserien
- 2011–2015: Die Geissens – Eine schrecklich glamouröse Familie
- seit 2011: Die Wollnys – Eine schrecklich große Familie
- 2016: Sarah & Pietro … im Wohnmobil durch Italien

Kinofilme
- 2019: Misfit